# Forbes, New South Wales
Forbes är en ort i Australien. Den ligger i kommunen Forbes och delstaten New South Wales, i den sydöstra delen av landet, omkring 300 kilometer väster om delstatshuvudstaden Sydney. Antalet invånare är 4 838.
Runt Forbes är det mycket glesbefolkat, med 2 invånare per kvadratkilometer.. Forbes är det största samhället i trakten. 
Trakten runt Forbes består till största delen av jordbruksmark. Genomsnittlig årsnederbörd är 709 millimeter. Den regnigaste månaden är februari, med i genomsnitt 137 mm nederbörd, och den torraste är november, med 20 mm nederbörd.